# Язепс Османіс
Язепс Османіс (латис. Jāzeps Osmanis; 11 липня 1932 — 25 вересня 2014) — латвійський письменник, перекладач та художник. Кандидат філологічних наук (1978), доктор філологічних наук (1993).
Народився в родині орендаря. У дитинстві п'ять років навчався в початковій школі Огресгала (Школа Ķēķa — Ciemupe), якій присвятив багато віршів в збірці «Тільки для тебе». Закінчив середню школу Лієлварде в 1951 році. Закінчив історико-філософський факультет Латвійського державного університету в 1956 році.
У 1955 році почав працювати в Латвійському державному видавництві (згодом видавництві «Liesma»), з 1962 по 1967 рік очолював редакцію молодіжної та дитячої літератури у видавництві.
- У 1967—1982 рр. був головним редактором сценаріїв ради Ризької кіностудії.
- 1973—1989 — заступник головного редактора видавництва Liesma.
- З 1990 по 1998 рік очолював видавництво «Sprīdītis», з 1996 по 2011 рік — керівник видавництва «Annele» (він же засновник обох видавництв).

В основному писав твори для дітей. Його першою публікацією став вірш у 2-му номері журналу «Берніба» за 1947 рік. Написав кілька поетичних книжок, кілька дитячих прозових та поетичних антологій, історію дитячої літератури тощо.

Він також написав дві театральні комедії.
У 1957 році він став членом Латвійської спілки письменників. Працював у правлінні латвійської філії Товариства дружби СРСР-Польща. У 1970 році отримав почесне звання заслуженого працівника культури Польщі, у 1982 році — почесне звання заслуженого працівника культури Латвії. У 1982 році отримав премію Європейської спілки письменників за переклад польської літератури. У 2007 році отримав почесну нагороду «Золота яблуня» Латвійської асоціації видавців за життєві досягнення у книговидавництві.